# Карстен Янкер
Карстен Янкер (нім. Carsten Jancker; нар. 28 серпня 1974, Гревесмюлен) — колишній німецький футболіст, нападник; з 2010 футбольний тренер (другий тренер в віденському «Рапіді»).
Як гравець насамперед відомий виступами за клуб «Баварія», а також за національну збірну Німеччини.
Чемпіон Австрії. Чотириразовий чемпіон Німеччини. Дворазовий володар Кубка Німеччини. Переможець Ліги чемпіонів УЄФА.

## Клубна кар'єра
У дорослому футболі дебютував 1993 року виступами за команду клубу «Кельн», в якій провів два сезони, взявши участь лише у 5 матчах чемпіонату. 
Протягом 1995—1996 років захищав кольори команди клубу «Рапід» (Відень), у складі якого виборов титул чемпіона Австрії.
Своєю грою за останню команду привернув увагу представників тренерського штабу клубу «Баварія», до складу якого приєднався 1996 року. Відіграв за мюнхенський клуб наступні шість сезонів своєї ігрової кар'єри. Більшість часу, проведеного у складі мюнхенської «Баварії», був основним гравцем атакувальної ланки команди. У складі мюнхенської «Баварії» був одним з головних бомбардирів команди, маючи середню результативність на рівні 0,33 голу за гру першості. За цей час чотири рази виборював титул чемпіона Німеччини, ставав володарем Кубка Німеччини (двічі).
Згодом з 2002 по 2006 рік грав у складі команд італійського «Удінезе», «Кайзерслаутерна» та китайського «Шанхай Шеньхуа».
Завершив професійну ігрову кар'єру в Австрії, у клубі «Маттерсбург», за команду якого виступав протягом 2007—2009 років.

## Виступи за збірну
1998 року дебютував в офіційних матчах у складі національної збірної Німеччини. Протягом кар'єри у національній команді, яка тривала 5 років, провів у формі головної команди країни 33 матчі, забивши 10 голів. 
У складі збірної був учасником чемпіонату світу 2002 року в Японії і Південній Кореї, де разом з командою здобув «срібло», а також чемпіонату Європи 2000 року у Бельгії та Нідерландах.
| Збірна Німеччини | Збірна Німеччини | Збірна Німеччини |
| Роки             | Ігри             | Голи             |
| ---------------- | ---------------- | ---------------- |
| 1998             | 1                | 0                |
| 1999             | 4                | 0                |
| 2000             | 7                | 3                |
| 2001             | 9                | 3                |
| 2002             | 12               | 4                |
| Загалом          | 33               | 10               |

## Титули і досягнення
- Чемпіон Австрії (1):

«Рапід» (Відень):  1996
- Чемпіон Німеччини (4):

«Баварія»:  1997, 1999, 2000, 2001
- Володар Кубка Німеччини (2):

«Баварія»:  1998, 2000
- Володар Кубка німецької ліги (4):

«Баварія»:  1997, 1998, 1999, 2000
- Переможець Ліги чемпіонів УЄФА (1)

«Баварія»:  2001
- Володар Міжконтинентального кубку (1)

«Баварія»:  2001
- Віце-чемпіон світу: 2002